# Алианс на осемте държави
Алиансът на осемте държави е военен съюз, образуван през 1900 година като реакция на Боксерското въстание в китайската империя Цин.
Съюзът включва Австро-Унгария, Великобритания, Германия, Италия, Русия, САЩ, Франция и Япония.
Съюзените 8 държави обединяват усилията си, за да защитят нападаните от бунтовниците свои посолства в Пекин, като окупират града, принуждавайки правителството да приеме Боксерския протокол. Обединената армия е в състав от 45 000 войници, като Япония изпраща най-многобройния контингент – 22 хиляди военнослужещи.